# Piperaceae
Piperaceae is een botanische naam, voor een familie van bedektzadigen. Een dergelijke familie wordt algemeen erkend door systemen voor plantentaxonomie, en zo ook door het APG-systeem (1998) en het APG II-systeem (2003).
De familie is vooral bekend vanwege de peper, zowel de witte als de zwarte peper (beide van Piper nigrum). Uiteraard is de Spaanse peper (Capsicum) van heel andere herkomst.
Het gaat om een behoorlijk grote familie met enkele duizenden soorten, waaronder betelpeper (Piper betle), Kava (Piper methysticum) en Peperomia graveolens.